# Oxide

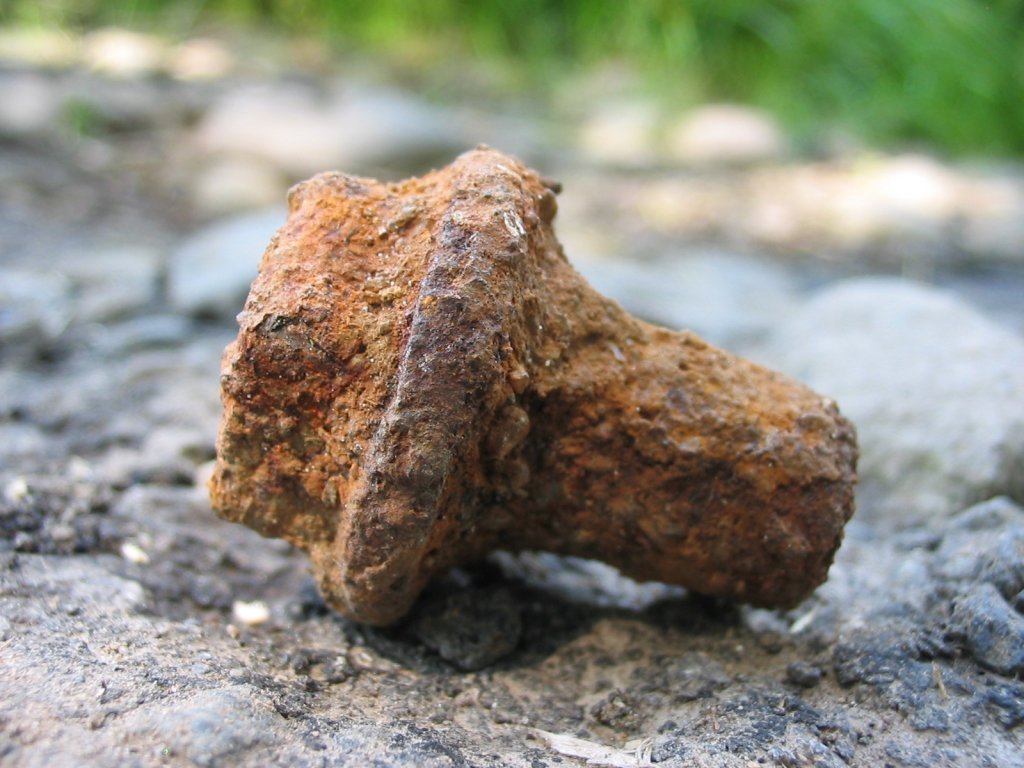
Sắt(III) oxide (Fe_{2}O_{3}).

Oxide (/ˈɒksaɪd/), hay oxit theo phiên âm tiếng Việt, là một hợp chất gồm ít nhất một nguyên tử oxy và một nguyên tố khác. Bản thân oxide là một dianion của oxy, một ion O2− với oxy ở trạng thái oxy hóa −2. Hầu hết vỏ Trái Đất có tồn tại oxide. Ngay cả những vật liệu được coi là nguyên tố tinh khiết cũng thường có một lớp phủ oxide. Ví dụ, lá kim loại nhôm được phủ một lớp vỏ mỏng nhôm oxide (được gọi là lớp thụ động) để bảo vệ chúng khỏi quá trình oxy hóa.

## Hình thành
Oxide liên kết với tất cả các nguyên tố, ngoại trừ một số nguyên tố khí hiếm. Có rất nhiều cách hình thành nên hợp chất oxide.

### Oxide của nguyên tố kim loại
Nhiều oxide kim loại phát sinh do sự phân hủy các hợp chất khác, ví dụ như carbonat, hydroxide và nitrat. Trong quá trình tạo ra calci oxide, calci carbonat (đá vôi) bị phân hủy khi đun nóng, giải phóng khí carbon dioxide:
{\displaystyle {\ce {CaCO3 -> CaO + CO2 ^}}}
Các kim loại quý (chẳng hạn như vàng và platin) được đánh giá cao vì chúng hạn chế được sự kết hợp hóa học trực tiếp với oxy.
{\displaystyle {\ce {2NiS + 3 O2 -> 2 NiO + 2 SO2 ^}}}

### Oxide của nguyên tố phi kim
Các oxide phi kim quan trọng và phổ biến là carbon dioxide và carbon monoxide. Những hợp chất này hình thành khi quá trình oxy hóa hoàn toàn hoặc một phần carbon hoặc hydrocarbon xảy ra. Trong môi trường thiếu hụt oxy, carbon monoxide được tạo ra:
{\displaystyle {\ce {CH4 + 2O2 -> CO2 + 2H2O}}} hay {\displaystyle {\ce {2CH4 + 3 O2 -> 2CO + 4 H2O}}}
{\displaystyle {\ce {C + O2 -> CO2}}} hay {\displaystyle {\ce {2C + O2 -> 2CO}}}
Nitơ (N
2) khó phản ứng với oxy biến thành oxide, nhưng quá trình đốt cháy amonia tạo ra nitric oxide, oxide này tiếp tục phản ứng với oxy:
{\displaystyle {\ce {4 NH3 + 5 O2 -> 4 NO + 6 H2O}}}
{\displaystyle {\ce {2NO + O2 -> 2 NO2}}}
Những phản ứng này được thực hiện trong quá trình sản xuất acid nitric.